# Косберг (лунный кратер)
Кратер Косберг (лат. Kosberg) — небольшой ударный кратер в восточной части чаши кратера Гагарин на обратной стороне Луны. Название присвоено в честь советского инженера в области авиационных и ракетных двигателей Семёна Ариевича Косберга (1903—1965); утверждено Международным астрономическим союзом в 1976 г.

## Описание кратера

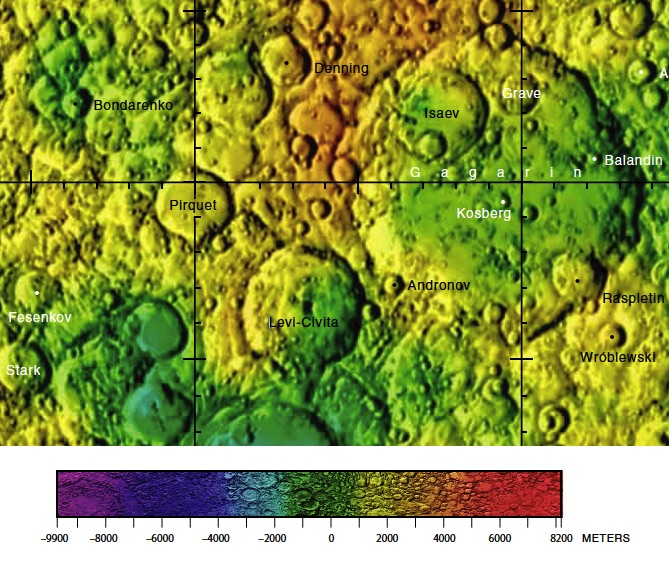
Окрестности кратера Косберг. Фрагмент карты обратной стороны Луны.

Ближайшими соседями кратера Косберг являются кратер Исаев на северо-западе; кратер Граве на севере; кратер Баландин на востоке-северо-востоке; кратер Расплетин на юго-востоке и кратер Андронов на юго-западе. Селенографические координаты центра кратера 20°11′ ю. ш. 149°37′ в. д. / 20,19° ю. ш. 149,61° в. д., диаметр 14,6 км, глубина 2,4 км.
Кратер Косберг имеет циркулярную форму, практически не разрушен. Вал с четко очерченной кромкой и гладким внутренним склоном, в северной части отмечен маленьким кратером. Высота вала над окружающей местностью достигает 560 м. Дно чаши сравнительно ровное, в западной части находится несколько параллельных хребтов.

## Сателлитные кратеры
Отсутствуют.